# Liste d'élections en 1817
Chronologie des élections
- 1813
- 1814
- 1815
- 1816
- 1817
- 1818
- 1819
- 1820
- 1821

Cet article recense les élections organisées durant l'année 1817.

En ce début de XIXe siècle, peu de pays organisent des élections nationales. Dans la deuxième moitié des années 1810, seuls le Royaume-Uni, les États-Unis, la France et la Norvège procèdent à des élections régulières, toutes au suffrage censitaire masculin. 

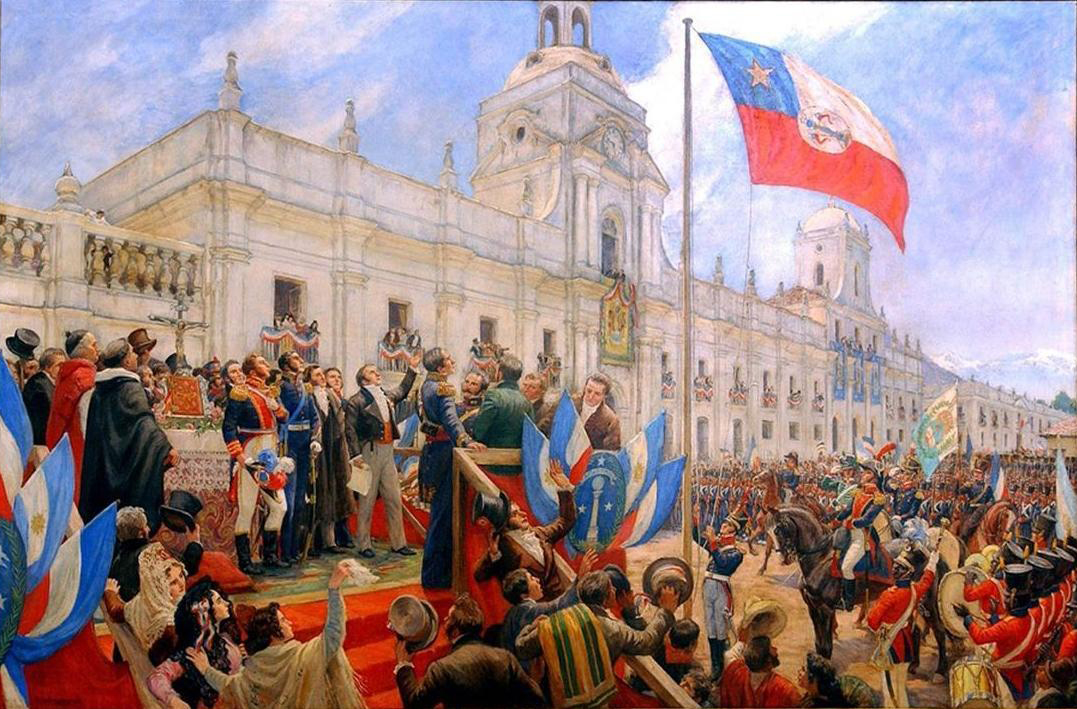
Proclamation de l'Indépendance du Chili.Peinture de Pedro Subercaseaux.

## Élections nationales en 1817
| Date                         | État       | Élection ou référendum                    | Contexte | Résultat |
| ---------------------------- | ---------- | ----------------------------------------- | --- | --- |
| 30 avril 1816 - 14 août 1817 | États-Unis | Législatives (chambre (en) et sénat (en)) | | Le Parti républicain-démocrate (antifédéraliste, républicain (en)), du nouveau président James Monroe, accroît sa majorité absolue des sièges dans les deux chambres du Congrès. Il dispose désormais d'une majorité de plus des trois quarts à la Chambre des représentants. |
| 16 février                   | Chili      | Directeur Suprême (es)                    | | Cette section est vide, insuffisamment détaillée ou incomplète. Votre aide est la bienvenue ! Comment faire ? |
| 15 novembre                  | Chili      | Référendum d'indépendance (en)            | La guerre d'indépendance du Chili vis-à-vis de la Couronne d'Espagne a éclaté en 1813. Après la bataille de Chacabuco en février 1817, Bernardo O'Higgins, qui a pris le poste de « Directeur suprême » du Chili, organise un référendum pour soumettre à la population la proposition de déclarer l'indépendance. | Le résultat est favorable, et aboutit à la Déclaration d'indépendance du Chili le 12 février 1818. |
| août 1817 - 28 février 1818  | Norvège    | Législatives (en)                         | | Voir l'article : Liste d'élections en 1818. |